# Reitan Station
Reitan Station (Reitan stasjon) er en jernbanestation på Rørosbanen, der ligger ved Reitan i Holtålen kommune i Norge. Stationen består af nogle få spor, en kort perron og en stationsbygning i hvidmalet træ med ventesal. Fylkesvei 573 ender ved stationen.
Stationen åbnede 16. januar 1877 sammen med strækningen mellem Røros og Singsås. Den blev nedgraderet til trinbræt 29. maj 1988. I 1990 blev den opgraderet til at være trinbræt med læssespor, hvilket den fortsat er.
Stationsbygningen, der er i schweizerstil, blev opført til åbningen i 1877 efter tegninger af Peter Andreas Blix. I 1904 blev der etableret en svævebane fra malmminen Kjøli gruve ned til en silo på stationen for videretransport af kis. Minedriften ophørte i 1941, og svævebanen blev efterfølgende demonteret. Den var for øvrigt bygget af Pohlig A.G. og var 14.770 meter lang med en højdeforskel på 541 meter mellem de to slutpunkter. I slutningen af 1950'erne blev der opført en traverskran på stationsområdet til losning at tunge dele til kraftværksudbygningen i Tydal, men den blev demonteret og fjernet i 2001.